# シャリトーベルサイユ
シャリトーベルサイユは、2008年に上演された日本の舞台。主演は真矢みき。

## 概要
2008年12月24日から28日まで、東京 銀座にあるル・テアトル銀座にて上演された。主催はブルーミングエージェンシー。
主演の真矢みきは、この作品で10年振りとなる男性役に挑戦。男性役と行っても、男装し第2部のショーにてダンスを披露するというもので、第1部では女性役として芝居に参加している。

## キャスト
- 鮫島美貴子：真矢みき
- 鮫島一徹：土屋良太
- 鮎原哲也：TETSU
- 海老原淳：桜木涼介
- 五郎：細貝光司
- 明：中山麻聖
- 鰐淵竜二：平澤智
- 文太：IYO-P
- 弘樹：上川路啓志
- 辰夫：加藤義宗
- 入院患者/看護婦：藤田美歌子
- OL：ちかみれい
- サラリーマン：斉藤祐一
- 声の出演：中井美穂